# Renfe série S-130
Le S-130 (pour Série 130, nom d'exploitation de la Renfe), ou Talgo 250 (nom donné par le constructeur Talgo), surnommé « le mini-canard », est un train à grande vitesse, dont l'écartement des essieux est réglable sans arrêter le train. 
Un S-130 est composé de onze voitures Talgo série 7 reliées à deux motrices construites par une entreprise commune de Talgo et Bombardier Transport.

## Utilisation
La Renfe a acheté 45 unités de cette série, les deux premiers trains ont été livrés fin 2006 et les premières unités S-130 sont entrées en service commercial le 6 novembre 2007. 
Ces trains servent principalement à assurer les services longue distance en tirant parti des nouvelles lignes à grande vitesse en cours de construction en Espagne, offrant ainsi un service de haute qualité et des améliorations de la vitesse et du temps de parcours. 
L'arrivée de ces trains permet de libérer de nombreuses locomotives de la série 252.

## Description
Les moteurs fournissent une puissance totale de 4800 kW sur les lignes électrifiées en 25 kV et une vitesse maximale de 250 km/h. Sur les lignes électriques classiques (sous 3 kV), la puissance est de 4000 kW, la vitesse maximale 220 km/h, et l'accélération latérale de 1,2 m/s2, ce qui permet d'optimiser les lignes de chemins sinueux.
La rame est articulée.

## Variante S-730
La rame S-730 est conçue sur la base d'une rame S-130 dont les remorques d'extrémité ont été remplacées par deux fourgons équipés d'un générateur diesel, ce qui en fait une version bimode diesel + électrique.

## Exploitation

### Services

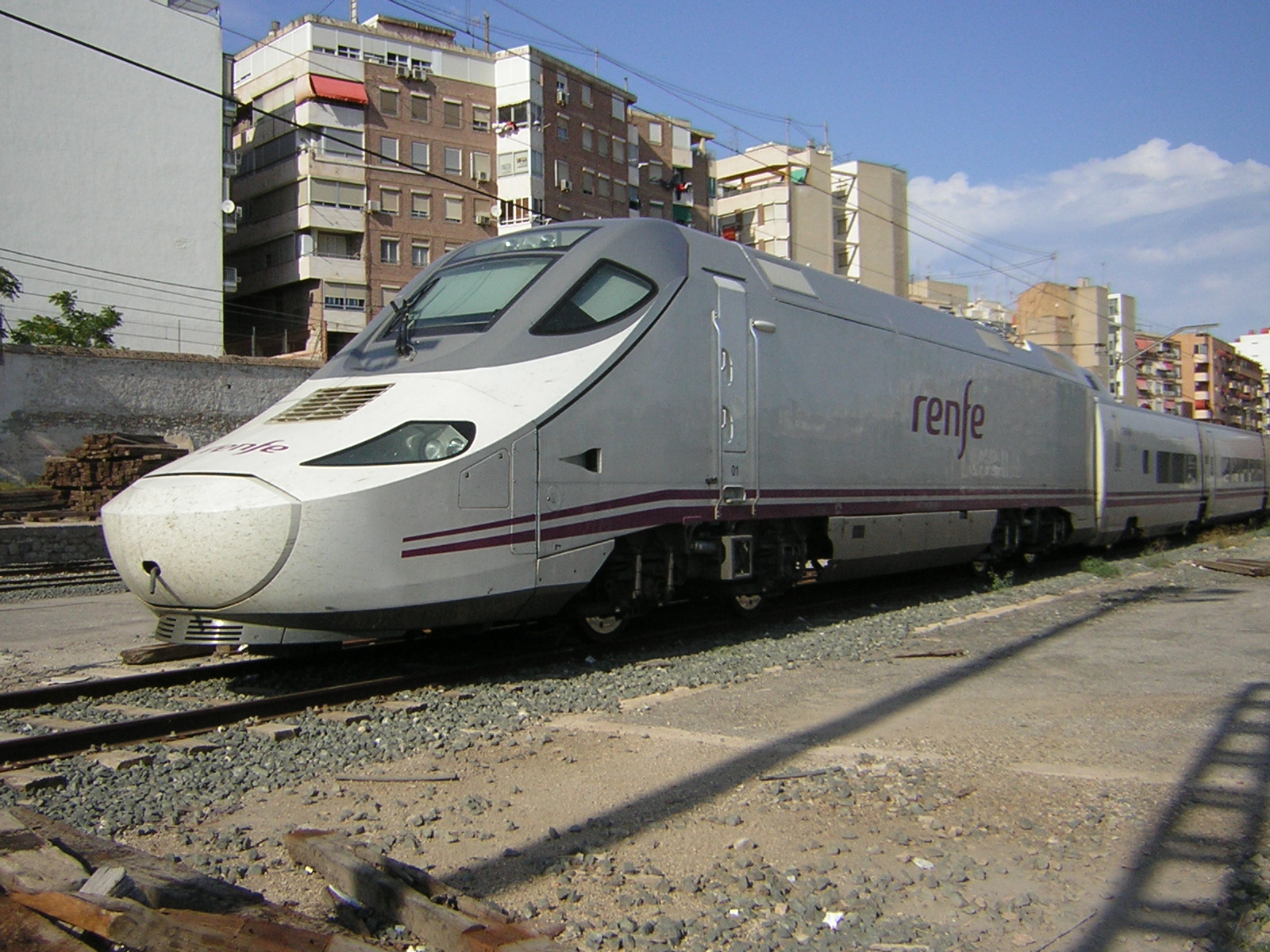
Le S-130 à Alicante

Depuis le 23 décembre 2007, elles sont chargées du service des Alvia entre Gijón et Madrid-Chamartin, Santander, Bilbao Abando et  Hendaye tout en empruntant la LGV Madrid - Valladolid.
Elle est aussi attachée au service entre Gijón et Alicante en passant par Madrid.
Le 15 septembre 2008 les séries S-130 ont remplacé les Alvia de la série S-120 opérant sur Madrid-Valence/Oropesa.  
Fin 2009, les S-130 ont remplacé les S-101 sur le service Euromed.

### Accidents
Le 24 juillet 2013, une rame S-730, version modifiée hybride (avec générateur diesel adjoint) des S-130, au départ de Madrid à destination de Ferrol en Galice transportant 221 personnes a déraillé dans une courbe avant la gare de Saint-Jacques-de-Compostelle. Le bilan provisoire fait état de 78 morts et de 143 blessés.

## Notes et références

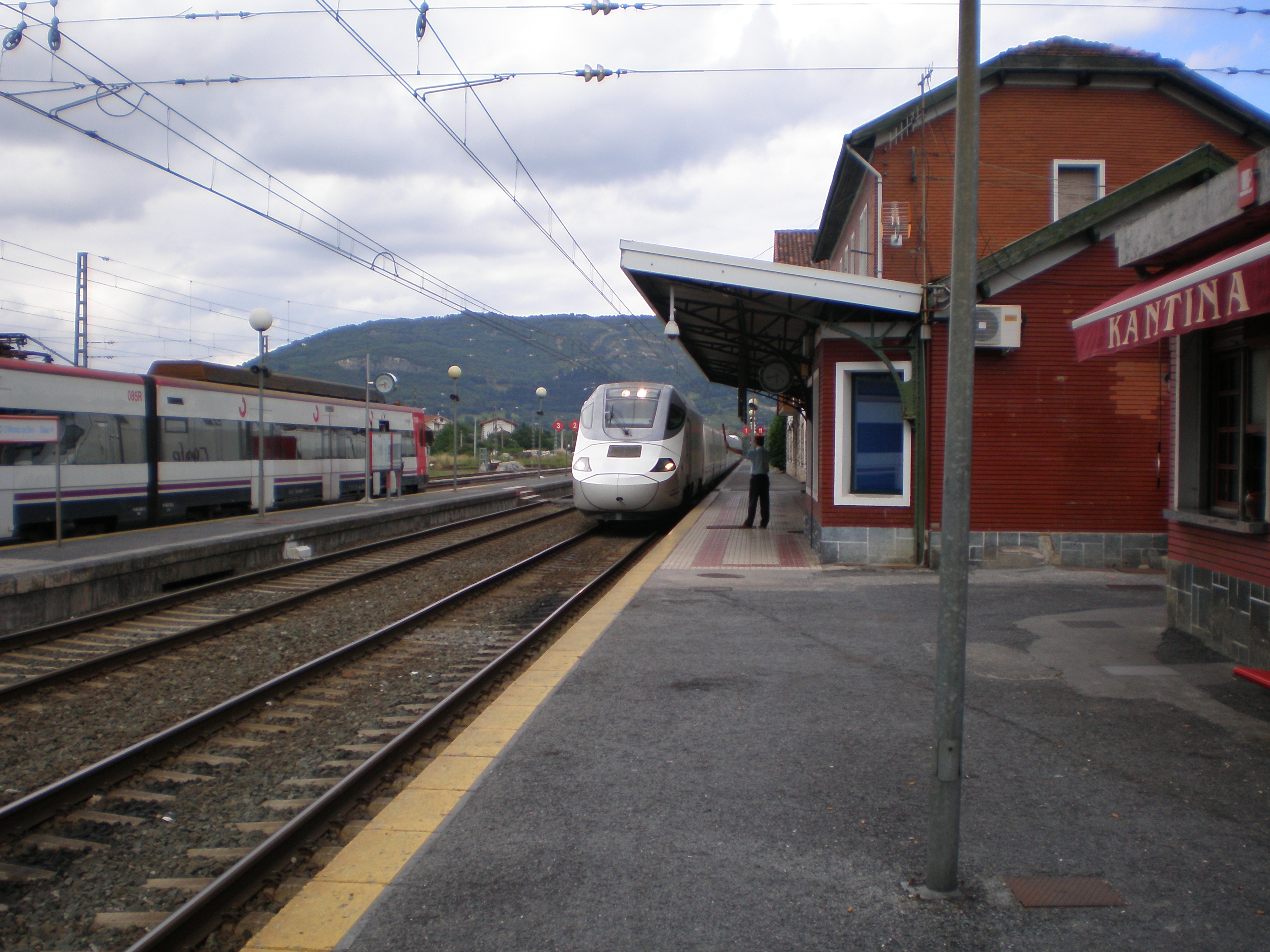
Le S-130 à Orduña